# Ministère de l'Emploi (Danemark)
Pour les articles homonymes, voir Ministère du Travail.
Le ministère de l'Emploi (en danois : Beskæftigelsesministeriet) est un ministère danois qui supervise la question salariale dans le pays. Il est dirigé par Ane Halsboe-Jørgensen depuis le 15 décembre 2022.

## Historique
Fondé en 1942, le ministère de l'Emploi s'appelle jusqu'en 2001 « ministère du Travail ».

## Liste des ministres
| Nom | Nom                       | Gouvernement                                               | Début du mandat   | Fin du mandat     |
| --- | ------------------------- | ---------------------------------------------------------- | ----------------- | ----------------- |
|     | Johannes Kjærbøl          | Scavenius                                                  | 9 novembre 1942   | 5 mai 1945        |
|     | Hans Hedtoft              | Vilhelm Buhl II                                            | 5 mai 1945        | 7 novembre 1945   |
|     | Søren P. Larsen           | Knud Kristensen                                            | 7 novembre 1945   | 24 avril 1947     |
|     | Jens Sønderup             | Knud Kristensen                                            | 24 avril 1947     | 13 novembre 1947  |
|     | Marius Sørensen           | Hans Hedtoft I                                             | 13 novembre 1947  | 23 novembre 1949  |
|     | Johannes Kjærbøl          | Hans Hedtoft I                                             | 23 novembre 1949  | 30 octobre 1950   |
|     | Poul Sørensen             | Erik Eriksen                                               | 30 octobre 1950   | 30 septembre 1953 |
|     | Johan Strøm               | Hans Hedtoft II                                            | 30 septembre 1953 | 1er novembre 1953 |
|     | Jens Otto Krag            | Hans Hedtoft II et H. C. Hansen I                          | 1er novembre 1953 | 1er février 1957  |
|     | Kaj Bundvad               | H. C. Hansen II, Viggo Kampmann I & II et Jens Otto Krag I | 28 mai 1957       | 27 août 1963      |
|     | Erling Dinesen            | Jens Otto Krag I et II                                     | 27 août 1963      | 2 février 1968    |
|     | Lauge Dahlgaard           | Hilmar Baunsgaard                                          | 2 février 1968    | 11 octobre 1971   |
|     | Erling Dinesen            | Jens Otto Krag III et Anker Jørgensen I                    | 11 octobre 1971   | 19 décembre 1973  |
|     | Johan Philipsen           | Poul Hartling                                              | 19 décembre 1973  | 13 février 1975   |
|     | Erling Dinesen            | Anker Jørgensen II                                         | 13 février 1975   | 8 septembre 1976  |
|     | Erling Jensen             | Anker Jørgensen II                                         | 8 septembre 1976  | 1er octobre 1977  |
|     | Svend Auken               | Anker Jørgensen II, III, IV & V                            | 1er octobre 1977  | 10 septembre 1982 |
|     | Grethe Fenger Møller      | Poul Schlüter I                                            | 10 septembre 1982 | 12 mars 1986      |
|     | Henning Dyremose          | Poul Schlüter I, II & III                                  | 12 mars 1986      | 30 octobre 1989   |
|     | Knud Erik Kirkegaard      | Poul Schlüter III & IV                                     | 30 octobre 1989   | 25 janvier 1993   |
|     | Jytte Andersen            | Nyrup Rasmussen I, II et III                               | 25 janvier 1993   | 23 mars 1998      |
|     | Hans Hækkerup             | Nyrup Rasmussen IV                                         | 23 mars 1998      | 23 mars 1998      |
|     | Ove Hygum                 | Nyrup Rasmussen IV                                         | 23 mars 1998      | 27 novembre 2001  |
|     | Claus Hjort Frederiksen   | Fogh Rasmussen I, II et III                                | 27 novembre 2001  | 7 avril 2009      |
|     | Inger Støjberg            | Løkke Rasmussen I                                          | 7 avril 2009      | 3 octobre 2011    |
|     | Mette Frederiksen         | Thorning-Schmidt I et II                                   | 3 octobre 2011    | 10 octobre 2014   |
|     | Henrik Dam Kristensen     | Thorning-Schmidt II                                        | 10 octobre 2014   | 28 juin 2015      |
|     | Jørn Neergaard Larsen     | Løkke Rasmussen II                                         | 28 juin 2015      | 28 novembre 2016  |
|     | Troels Lund Poulsen       | Løkke Rasmussen III                                        | 28 novembre 2016  | 27 juin 2019      |
|     | Peter Hummelgaard Thomsen | Frederiksen I                                              | 27 juin 2019      | 15 décembre 2022  |
|     | Ane Halsboe-Jørgensen     | Frederiksen II                                             | 15 décembre 2022  | en cours          |